# پتسی ویلارد
پتسی ویلارد (انگلیسی: Patsy Willard؛ زادهٔ ۱۸ مهٔ ۱۹۴۱) ورزشکار شیرجه اهل ایالات متحده آمریکا است.
وی در مسابقات کشوری و بین‌المللی در مجموع برندهٔ ۲ مدال برنز شده‌است.